# Aero-O/Y-Flug 311
Der Aero-Flug 311 (AY311) war ein von der Fluggesellschaft Aero O/Y (heute Finnair) durchgeführter Linienflug zwischen Kronoby und Vaasa in Finnland. Das Flugzeug, eine Douglas DC-3C, stürzte am 3. Januar 1961 rund 10,5 km vom Zielflughafen entfernt nahe der Gemeinde Korsholm (finnisch Mustasaari) ab. Bei diesem Flugunfall kamen alle 22 Passagiere und die drei Besatzungsmitglieder ums Leben. Noch heute ist es der schwerste Flugunfall in der Geschichte Finnlands. Wesentliche Beachtung erhielt der Zwischenfall auch, weil beide Piloten zum Unfallzeitpunkt stark betrunken waren.

## Ablauf
Infolge einer verzögerten Abfertigung startete das Flugzeug auf dem Flughafen Kronoby verspätet um 07:16 Uhr statt planmäßig um 07:00 Uhr. Die Flugsicherung erteilte den Piloten des Fluges 311 die Erlaubnis zur freien Wahl der Flughöhe, sodass lediglich die auf der Kruununkylä–Vasa-Flugstrecke vorgeschriebene Sicherheitsmindesthöhe eingehalten werden musste. Auf den letzten 40 Kilometern der Flugstrecke wurde diese Anweisung jedoch von den Piloten nicht mehr befolgt und sie unterschritten die Höhe von 330 Fuß (entspricht 100 m).
Im letzten Funkspruch bestätigten die Piloten die Wetterinformationen der Flugsicherung und meldeten den baldigen Vorbeiflug am Seppä-Leuchtturm. Sie hatten bereits mit den Landevorbereitungen begonnen und waren nun auf eine Höhe von weniger als 50 Meter gesunken. Nach einer schlagartig eingeführten Linkskurve verlor das Flugzeug an Geschwindigkeit. Trotz des Versuches, diesen Verlust durch vollen Schub auszugleichen, begann das Flugzeug zu trudeln. Augenzeugen berichteten, dass die Piloten noch die Landescheinwerfer einschalteten, bevor das Flugzeug letzten Endes unter einem Winkel von 70° um 07:40:30 Uhr in einem Wald abstürzte.
Das Flugzeug geriet in Brand und wurde durch den Aufprall und das Feuer zerstört. Als die ersten Personen etwa zehn Minuten nach dem Absturz die Unfallstelle erreichten, konnten wegen des Brandes keinerlei Rettungsversuche mehr unternommen werden.

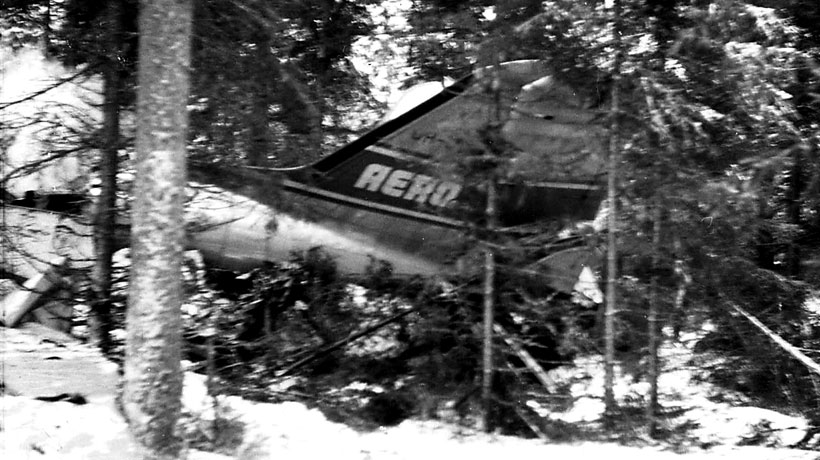
Das Heck der DC-3 OH-LCC

## Untersuchung
Die Untersuchung ergab, dass sich das Flugzeug in einem vollständig lufttüchtigen Zustand befunden hatte und die Unfallursache wahrscheinlich auf einen Pilotenfehler während der Linkskurve zurückzuführen war. Die Lage der Leiche eines Passagiers ließ außerdem die Möglichkeit zu, dass die Piloten von diesem gestört worden waren. Es wurden weder Hinweise auf technisches Versagen noch auf eine Explosion oder den Zusammenprall des Flugzeuges mit Bäumen gefunden. Obwohl an diesem kalten Wintertag eine Vereisung des Flugzeuges nicht ausgeschlossen werden kann, ist dies laut Untersuchungsbericht aufgrund des Flugverlaufs unwahrscheinlich. Zudem zeigte weder die vom Hauptteil der Flugzeugtrümmer entfernte funktionsfähige Tragfläche Eisbildung, noch war eine Vereisung von den Piloten per Funk gemeldet worden.
Laut Unfalluntersuchungsbericht befanden sich Kapitän Lars Hattinen und sein Erster Offizier Halme in einem entkräfteten Zustand, da sie am Vortag nicht geschlafen und Alkohol in nicht unerheblichen Mengen zu sich genommen hatten. Die Autopsie ergab schließlich, dass Hattinen eine Blutalkoholkonzentration von 2 Promille hatte, während in Halmes Blut 1,56 Promille nachgewiesen werden konnten. Somit missachteten Hattinen und Halme ihre Verantwortung für die Sicherheit der Passagiere und hätten sowohl nach dem Übereinkommen der Internationalen Zivilluftfahrtorganisation als auch nach den Bestimmungen ihres Arbeitsvertrags an diesem Tag nicht fliegen dürfen.

## Vergleichbare Unfälle
Weitere Flugunfälle, bei denen ein Alkoholkonsum der Piloten eine Rolle spielte, waren u. a.:
- Aeroflot-Flug 821
- Japan-Air-Lines-Cargo-Flug 8054